# Дарлінгтон (боро)

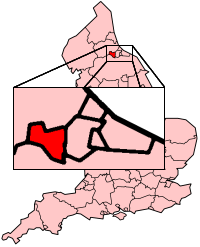
Унітарна одиниця на мапі Англії

Да́рлінгтон (англ. Borough of Darlington) — унітарна одиниця у Північно-Східній Англії.

## Географія
Дарлінгтон межує з графством Дарем на півночі та заході, з Північним Йоркширом на півдні та Стоктоном-он-Тіз на сході.